# Oliva Gessi
Oliva Gessi é uma comuna italiana da região da Lombardia, província de Pavia, com cerca de 200 habitantes. Estende-se por uma área de 3 km², tendo uma densidade populacional de 67 hab/km². Faz fronteira com Calvignano, Casteggio, Corvino San Quirico, Montalto Pavese, Mornico Losana, Torricella Verzate.

## Demografia
| Variação demográfica do município entre 1861 e 2011                               |
|                                                                                   |
| Fonte: Istituto Nazionale di Statistica (ISTAT) - Elaboração gráfica da Wikipedia |